# Christian-Friedrich Dallmann
Christian-Friedrich Dallmann (* 10. Januar 1955 in Karlsburg) ist ein deutscher Hornist und Pianist. 

## Leben
Dallmann ist der Sohn des Pfarrers und Schriftstellers Gerhard Dallmann. Er lernte an der Spezialschule für Musik Berlin und studierte bei Kurt Palm an der Hochschule für Musik „Hanns Eisler“ Berlin, wo er später auch lehrte.
2000 erhielt Dallmann eine Professur für Horn in Detmold und ist seit 2004 an der Universität der Künste (UdK) in Berlin tätig. Im Berliner Sinfonieorchester (BSO), dem jetzigen Konzerthausorchester Berlin, war er lange Zeit Solohornist, wirkt auch häufig im Concerto Brandenburg als Hornist (Naturhorn) mit oder leitet auch dieses Ensemble, das mit historischen Instrumenten musiziert.

## Wettbewerbe, Mitgliedschaften, Funktion
- Kurzbiographie auf der Website der UdK Berlin
- 1978 1. Platz im Internationalen Musikwettbewerb Markneukirchen
- 1978 Solohornist des Berliner Sinfonieorchesters
- seit 1993 Mitglied und Dozent der internationalen Bachakademie Stuttgart
- seit 1999 Dozent für das von Daniel Barenboim gegründete West-Eastern Divan Orchestra